# Simone Collet
Simone Collet, née le 4 février 1948 à Champéry (Valais), est une journaliste, écrivain, poète et dramaturge vaudoise.

## Biographie
Simone Lugon‑Moulin naît le 4 février 1948, à Champéry, dans le canton du Valais. Elle reçoit une formation de correctrice et de journaliste. Elle écrit d’abord des recueils de poèmes, puis une trentaine d’œuvres dramatiques, pour la radio et la scène. En juin 1977, Domingos Semedo crée au Théâtre « Les Trois Coups », à Lausanne, La Gare est de l’autre côté du fleuve. Les décors sont de Franciska Kradolfer et la pièce est interprétée par Domingos Semedo, Marie-Lise Baillod, Gilbert Jolliet, Gil Thibault et Gabrielle Madrassi. À partir de 1978, Simone Collet est secrétaire de la Société suisse des auteurs, où elle défend le statut de l’auteur dramatique auprès de la Fédération suisse des sociétés théâtrales d’amateurs. Le monologue L’Étrange Assomption de la Mère Jeanne est créé, par Jean-Pierre Duchoud, en mai 1983, au « Théâtre de la Grenette », à Vevey. Dans ce même théâtre, elle met en scène, avec Gil Pidoux, La Maison des bains, le 8 février 1995.
À partir de 1984, elle est sollicitée par des groupes de comédiens amateurs pour écrire de grandes fresques dramatiques et légendaires, souvent jouées en plein air, dans des décors naturels, comme, en Valais, La Révolte des lavandières, sur l’Alpe de Solalex, le 11 août 1984, ou L’Ortie sauvage, à Fionay, le 25 juillet 1986. Ces deux spectacles sont présentés par Gérard Demierre. Après 1985, Simone Collet met en scène elle-même plusieurs de ses textes, dont Les Enfants du bisse, drame villageois sur la xénophobie dans les années 1940, avec les Amateurs Associés de Riddes, le 8 septembre 1999. Elle est aussi librettiste, entre autres pour Chapiteau blues, à Antagnes, sur une musique de René Vuadens (1985), et pour L’Aragne, réalisée à Fribourg, avec une musique de Jean-Claude Charrez (1996).
Simone Collet exerce la profession de journaliste. Elle collabore à des journaux romands, notamment pour les rubriques agricoles et celles en relation avec la promotion et la défense du patrimoine et des traditions populaires. Elle est rédactrice à l'Agence d’information agricole romande.
Également écrivain, Simone Collet est l'auteur d'ouvrages en prose et de recueils de poésie, mais se consacre essentiellement au théâtre : elle compte à son actif une centaine de pièces, diffusées sur les ondes ou portées à la scène, allant du monologue à la comédie musicale, en passant par l'évocation historique et le récit légendaire. Elle se passionne également pour la mise en scène. Ses thèmes de prédilection sont le fantastique et l'histoire des petites gens « dans le fracas de l'histoire des puissants ».
Écrivain public, Simone Collet rédige des ouvrages pour des associations, des entreprises ou des responsables de communes ou de régions, qui souhaitent célébrer l'histoire et le génie d'un lieu, ainsi que les troupes théâtrales souhaitant monter une création « sur mesure ».
En 2011, elle est membre du jury du Prix de Littérature de l'Association vaudoise des Écrivains.
Simone Collet est membre de la République trisalpine des arts et des lettres. Elle vit à Pully, dans le canton de Vaud.

## Distinctions
Simone Collet compte à son actif plusieurs prix et distinctions.
- 1969 - Prix de la Société des poètes et artistes de France, pour Cris et silence.
- 1977 - Lauréate du concours Prométhée, pour Le Sacre des rats.
- 1983 - 2e prix international des radios francophones, pour L’Étrange Assomption de la Mère Jeanne.
- 1984 - 1er Prix Simone Rapin de théâtre fantastique, pour La gare est de l'autre côté du fleuve.

## Une barque pour les étoiles
Cette œuvre dramatique et musicale pour chœurs mixtes, chœur d'enfants, cantatrice, orchestre, comédiens, danseuses et magicien, est créée en novembre 1998, à Cully, pour l'inauguration de la salle Davel.

### Fiche technique
- Musique : René Falquet.
- Livret et mise en espace : Simone Collet.
- Direction musicale : Jacques Mottier, assisté de Carole Fouvy.
- Costumes : Hélène Fonjallaz.
- Décors : François Vaillancourt et Hélène Fonjallaz.
- Chœur mixte d'Epesse.
- Chœur mixte de Cully.
- Chœur mixte de Lourtier.
- Petit Chœur des Ruvines.
- Waltrick, magicien.
- Murielle Schorno, cantatrice.
- Laure Schir, chorégraphe.

### Résumé
Au terme des trois années glaciales qui suivent l'explosion du volcan indonésien Tambori, un barrage de glace, qui s'était formé au Giétroz, au fond du Val de Bagnes, retenant un gigantesque lac, se rompt sous la pression. À 16 h 30, le 16 juin 1816, une énorme vague déferle sur la vallée, balayant tout sur son passage. En quatre minutes, le fleuve atteint Martigny, emporte les ponts de la ville et se jette dans le Rhône. La vague, formée dans le lac Léman, a encore un mètre de hauteur, lorsqu'elle atteint Genève, à 23 h.
À Cully, les sapins, arrachés aux flancs du Val de Bagnes, sont une providence pour les habitants, qui sortent de trois années de famine, dues au dérèglement climatique. Cependant, émus par la détresse des montagnards valaisans, ces habitants font don, aux Bagnards survivants, de la recette de la vente de ce bois. L'histoire romancée de Lisa et de Louis, les amoureux, d'Ignace, le bûcheron, emporté par sa passion, d'Euphrosine, la sorcière, de Germaine, Henri, Jean, Juliette, Gustave et des autres, rend hommage à cet acte de solidarité.